# 鮑伯·李
鲍伯·李（英語：Bob Lee，1979年12月20日—2023年4月4日），美國商人、软件工程师，金融服务公司Cash App创始人，Square公司首席技术官，MobileCoin首席产品官。
2023年4月4日，李在旧金山的林康山庄被人持菜刀刺死。4月13日，三藩市警察局抓获嫌犯尼玛·莫梅尼，其最终被判处26年监禁。

## 早年生活与职业
李在1979年12月20日出生于密蘇里州的圣路易斯，家中有一个兄弟。李的母亲于2019年去世，此后他的父亲便搬到了加利福尼亚州米尔谷与他一起居住，2022年10月，李携带父亲再次搬家至迈阿密。李在林德伯格高中读书时用Turbo Pascal写了一个三維渲染引擎，并因持续不断地打水球而被同学称为“疯狂鲍伯”。李的大学就读于东南密苏里州立大学，期间他加入了Sigma Chi（ΣΧ）兄弟会。
2001年8月7日，李发布了一个用于保护微软的網際網路資訊服務器免受当时盛行的一种叫做红色代码的電腦蠕蟲侵袭的免费程序，此外还曾给东南密苏里州立大学当过一段时间的网页开发师。2003年，李被AT&T聘为技术设计师，主要负责面向切面的程序设计，具体内容类似于Java的Spring Framework。
2004年10月至2010年1月，李被Google聘为资深软件工程师，期间参与了Android移动操作系统的开发。2006年，李和凯文·布里利恩共同开发了一个依赖注入框架，用于将Google旗下的AdWords模块化。当时李亦同时在研究另一个名为Apache Struts的框架，他开发Guice的不少灵感都来源于此。2008年，李和布里利恩凭借Guice获得了Jolt奖。2007年，李转到了Google的图书馆计划团队，并最终成为领头人。2009年5月，李和罗德·约翰逊提出了一个供Java使用的依赖注入程序方案，在这一时期，李亦同时是一个为Java添加λ表达式的提案和另一个旨在增强Java并行性的提案的专家团体成员。除此之外，李还参与研究过Android流程虚拟机Dalvik。在甲骨文诉谷歌Java侵权案中，李曾被传唤出庭作证。
2010年1月，电商公司Square将李聘请为首席技术官，负责带领公司的Android软件开发，后来他又和崔斯坦·奥蒂尔尼一起接管了公司的iOS软件开发。在当上Square的首席技术官后，李搬到了旧金山居住。2013年，李帮助Square成立了Cash App（当时名叫Square Cash）。2014年，李离开了Square并投资了Clubhouse、SpaceX、Figma等几家初创企业。在2019冠状病毒病疫情期间，李为世卫组织的软件研发提供了一些帮助。2021年，李加入了加密货币支付公司MobileCoin，担任首席产品官。

## 个人生活
李患有多指畸形，且生前已接受手术治疗。
2019年，李与妻子克丽斯塔分居，此前二人共有两个孩子，在李搬到迈阿密照顾父亲后，这两个孩子仍然留在湾区居住。
李的交际圈非常广泛，他的朋友多称赞他为人和善、慷慨，但也有许多熟人表示他喜欢挥霍，经常参与各种社交聚会。

## 遇害
李于2023年4月初前往旧金山参加企业领导人峰会，会议结束后他又决定多留几日看望朋友。4月4日凌晨，李在旧金山林康山庄Google总部附近被人用菜刀杀死。警方于当地时间凌晨2:35接到李的求救电话。根据闭路电视显示，李在遇刺后曾跌跌撞撞地走向一辆停在路旁且开着应急灯的汽车，并举起衣服示意自己身负重伤以试图求助，但汽车立即开离了现场，李随即因体力不支而倒地，随后他又重新站起并试图原路返回，不过最终再次跌倒。警方到达现场时李已经完全失去知觉。虽然被紧急送往了当地的一家医院，但李最终仍因伤势过重，于大约早上7点时宣告不治。验尸报告显示，李身上共有三处刀伤，系被刺中了心脏及肺部，且其体内存在酒精、可卡因和氯胺酮等物质，不过这些物质含量有限，例如酒精含量只相当于一瓶啤酒，而氯胺酮含量则仅相当于一般医院使用的麻醉剂。
4月13日，三藩市警察局逮捕了38岁的愛莫利維爾人尼玛·莫梅尼。莫梅尼自2005年就一直工作于科技行业，也是一家科技公司的老板，且据称早前就与李相识。最初，关于两人如何相识以及莫梅尼的杀人动机均没有披露，外界一度认为这是一次随机杀人事件，但在5月14日，《华盛顿邮报》报导称李生前和莫梅尼的已婚妹妹有不正当性关系，并曾数次带着她参加派对以及与她一起吸毒，另外李在三年前还曾经约过莫梅尼的前女友。
据监控记录显示，莫梅尼在4月3日早上8:30时开着他的BMW去过妹妹的公寓，随后李也在第二天中午12:39到达。4日凌晨2时许，摄像头拍到莫梅尼与李一起上了莫梅尼的车，随后汽车被开往一个阴暗区域并超出监控范围。其后画面中重新出现两个人影，虽然面部无法辨认，但二人的衣着与莫梅尼和李基本一致。大约五分钟后，穿着白色上衣的人（与莫梅尼穿着一致）向另一个人走近，不久后又再分开。随后身穿深色衣服的人（警方认为此人就是李）向北离开，身穿浅色衣服的人则向南走并停在了围栏边，而警方后来在那里找到了一把菜刀。警方提供的资料还显示，事发当晚莫梅尼的妹妹还给李发了一条信息，大致意思为希望他能妥善应对一向对他很凶的莫梅尼。
莫梅尼的妹妹曾因酒後駕駛而被捕，但没有被定罪。莫梅尼此前也曾在2011年因非法持有弹簧刀和使用已被吊销的驾驶执照驾驶而被起诉，另外还曾有一名妇女指控他殴打自己。不过这些事件均未导致莫梅尼被定罪。
这起谋杀事件再次掀起了公众对旧金山治安的讨论，包括埃隆·马斯克在内的一些科技工作者都对旧金山的治安作出谴责，部分评论更把矛头指向州长伦敦·布里德，一些旧金山市政人员则回应称这些指责会转移公众对事件本身的注意力，无益于抓捕到嫌犯”，另有官员认为这次事件与旧金山治安无关。

## 出版著作
- Tate, Bruce; Clark, Mike; Lee, Bob (2003). Bitter EJB. Shelter Island: Manning Publications. ISBN 9781930110953.